# Sandwich (Engeland)
Sandwich (Nederlands, verouderd: Zandwijds; letterlijk vertaald: Zandwijk) is een civil parish en een historische plaats (town) in het bestuurlijke gebied Dover, in het Engelse graafschap Kent. Het stadje ligt aan de rivier The Stour en dankt zijn naam aan de zanderige bodem die rond de rivier te vinden is. Het stadje heeft een middeleeuws centrum, met daarin drie oude kerken: St. Clement's, St. Mary's en St. Peter's Church. Deze laatste kerk is gedurende de Tachtigjarige Oorlog gerestaureerd door vluchtelingen uit de Nederlanden. Dit is nog te zien aan de typisch Nederlandse bakstenen en het feit dat de kerktoren, als enige in de regio, een koepel heeft. De Nederlandse invloed is ook nog te zien aan enkele klok- en trapgevels in het oude centrum.

## Geschiedenis
In de 16e en 17e eeuw had Sandwich een Vlaamse en een Waalse vluchtelingenkerk. Het ging om protestanten die het Kanaal overstaken om te ontkomen aan de geloofsvervolging in de Spaanse Nederlanden. Ze waren voornamelijk afkomstig uit het Westkwartier. Met een patentbrief verleende koningin Elizabeth I hen in 1561 verblijfsrecht. Na de Beeldenstorm van 1566 groeide de gemeenschap aan. Er wordt geschat dat er zo'n 2500 Vlamingen en 500 Walen woonden, waarmee Sandwich de enige Engelse stad met een buitenlandse meerderheid was. Ze legden zich in het bijzonder toe op textielproductie en groentekweek.

## Partnersteden
- Ronse (België)